# Джи-Вон Пауелл
Джи-Вон Пауелл (англ. Jevaughn Powell) (19 листопада 2000 ) — ямайський легкоатлет, що спеціалізується на спринті, призер чемпіонату світу.

## Виступи на основних міжнародних змаганнях
| Рік                | Змагання           | Місце проведення   | Місце              | Дисципліна            | Результат          | Примітки           |
| Представник Ямайка | Представник Ямайка | Представник Ямайка | Представник Ямайка | Представник Ямайка    | Представник Ямайка | Представник Ямайка |
| ------------------ | ------------------ | ------------------ | ------------------ | --------------------- | ------------------ | ------------------ |
| 2022               | Чемпіонат світу    | Юджин, США         | 28 (з.)            | біг на 400 метрів     | 46.42              |                    |
| 2022               | Чемпіонат світу    | Юджин, США         | 2                  | естафета 4×400 метрів | 2:58.58            |                    |